# Diversidad zeta
En ecología, la diversidad zeta (ζ-diversidad), descrita por primera vez en 2014, mide el grado de solapamiento en el tipo de taxones presentes entre un conjunto de comunidades observadas. Se desarrolló con el fin de proporcionar un marco más generalizado para describir diversas medidas de diversidad, y también puede utilizarse para probar diversas hipótesis relativas a la biogeografía.

## La diversidad zeta como extensión de otras medidas de diversidad

### Diversidad alfa

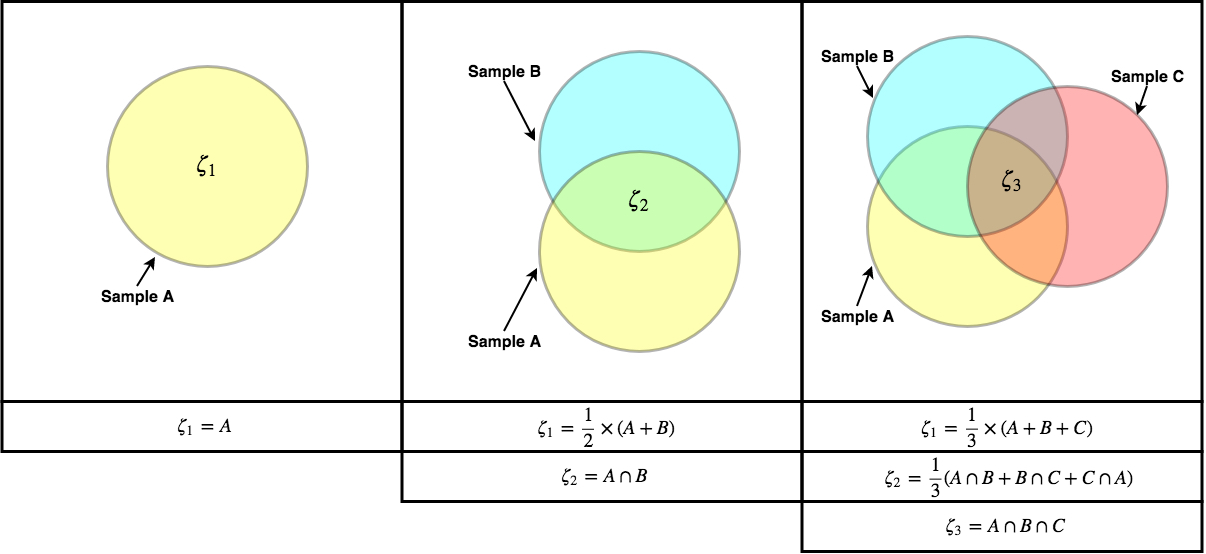
Una ilustración de los tres primeros órdenes de ζ-diversidad

La medida más básica de la diversidad de la comunidad, la diversidad alfa (α-diversidad), puede describirse como el número medio de grupos taxonómicos distintos (por ejemplo, géneros únicos o unidades taxonómicas operativas) presentes, independientemente de su abundancia, por muestra. En el marco de la diversidad ζ, puede describirse como ζ1, el número de taxones únicos presentes en una muestra.

### Diversidad beta
La diversidad beta (β-diversidad) es una medida que permite comparar la diversidad de las comunidades locales (α-diversidad). Cuanto mayor sea la similitud en la composición de la comunidad entre varias comunidades, menor será el valor de β-diversidad para ese conjunto de comunidades. Utilizando el número de grupos taxonómicos distintos por comunidad como medida de α-diversidad, se puede describir la β-diversidad entre dos comunidades en términos del número de grupos taxonómicos distintos que tienen en común. Dadas dos comunidades, A y B, una medida de β-diversidad entre ambas comunidades puede describirse en términos de su solapamiento A ∩ B (ζ2), así como del número medio de categorías taxonómicas únicas encontradas en A y B (ζ1). En el marco de la ζ-diversidad podemos entonces describir la β-diversidad media, descrita por el índice de Jaccard, para un conjunto de muestras como
{\displaystyle {\frac {\zeta _{2}}{2\zeta _{1}-\zeta _{2}}}}

### Conjuntos de múltiples sitios
El marco de la ζ-diversidad puede ampliarse más allá de las medidas de diversidad en una (α-diversidad) o entre dos comunidades (β-diversidad) para describir la diversidad entre conjuntos de tres o más comunidades. Si ζ1 describe el número de taxones distintos en la comunidad A, y ζ2 describe el número de taxones distintos que tienen en común las comunidades A y B, entonces ζn describe el número de taxones distintos que tienen en común n comunidades.